# 1680er
Portal Geschichte | Portal Biografien | Aktuelle Ereignisse | Jahreskalender | Tagesartikel

◄ |
16. Jh. |
17. Jahrhundert
| 18. Jh. | ►

◄ |
1650er |
1660er |
1670er |
1680er
| 1690er | 1700er | 1710er | ►

1680 |
1681 |
1682 |
1683 |
1684 |
1685 |
1686 |
1687 |
1688 |
1689

## Ereignisse
- 1683: Zweite Wiener Türkenbelagerung.
- 1685: Mit dem Edikt von Potsdam werden die reformierten Hugenotten im lutherischen Preußen aufgenommen.
- 1685: Johann Sebastian Bach wird geboren.
- 1688: Wilhelm III. von Oranien stürzt König Jakob II. („Glorious Revolution“) und wird König von England.
- 1689: Die Bill of Rights begründet die konstitutionelle Monarchie in England.

## Persönlichkeiten
- Ludwig XIV., König von Frankreich und Navarra
- Leopold I., Kaiser des Heiligen Römischen Reiches Deutscher Nation, König von Ungarn, König von Böhmen
- Karl II., König von Spanien
- Friedrich Wilhelm, Kurfürst und Herzog von Brandenburg-Preußen
- Friedrich I., Kurfürst und Herzog von Brandenburg-Preußen
- Alexander VIII., Papst
- Innozenz XI., Papst
- Fjodor III., Zar in Russland
- Peter I., Zar in Russland
- Karl II., König von England, Schottland und Irland
- Jakob II., König von England, Schottland und Irland
- Maria II., Königin von England, Schottland und Irland
- Wilhelm III., König von England, Schottland und Irland
- Reigen, Kaiser von Japan
- Higashiyama, Kaiser von Japan
- Kangxi, Kaiser von China
- Johann Sebastian Bach, Musiker und Komponist